# Cuevas Bajas
Cuevas Bajas ist eine Gemeinde (municipio) mit 1.341 Einwohnern (Stand: 2024) in der Provinz Málaga in der Autonomen Region Andalusien im Süden Spaniens. 

## Geographie
Cuevas Bajas befindet sich in einem Tal, in dem Málaga den Fluss Genil überblickt. Cuevas Bajas hat sich das Aussehen eines andalusischen Dorfes bewahrt, mit kurzen, engen Straßen und Häusern mit vergitterten Fenstern und Balkonen. Der Ort liegt 312 Meter über dem Meeresspiegel. Er grenzt an Antequera, Benamejí, Cuevas de San Marcos, Encinas Reales und Villanueva de Algaidas. 

## Geschichte
In der Region, in der sich Cuevas Bajas befindet, gibt es Überreste aus dem Paläolithikum. Während der römischen Epoche, etwa im zweiten Jahrhundert v. Chr., verlief in der Nähe von Cuevas Bajas eine der römischen Straßen, die im Itinerarium Antonini verzeichnet ist, sowie zahlreiche Villen, deren Überreste vorhanden sind. Nach der arabischen Herrschaft wurde der Platz von dem Alcaide von Antequera D. Fernando de Narváez im Jahr 1426 erobert und wuchs langsam zu Cuevas Bajas.

## Bevölkerungsentwicklung
| 1842  | 1900  | 1950  | 1980  | 1990  | 2000  | 2010  | 2020  |
| ----- | ----- | ----- | ----- | ----- | ----- | ----- | ----- |
| 1.370 | 2.542 | 2.894 | 1.642 | 1.550 | 1.460 | 1.475 | 1.362 |

## Sehenswürdigkeiten
Die interessantesten Sehenswürdigkeiten ist die Kirche San Juan Bautista, die im 18. Jahrhundert erbaut wurde. Die Hauptstraße mit Fassaden und das Dorf Kidron bewahren die typische Architektur der Gegend.